# Parahysiella betsileana
Parahysiella betsileana är en insektsart som beskrevs av Wintrebert 1972. Parahysiella betsileana ingår i släktet Parahysiella och familjen gräshoppor. Inga underarter finns listade i Catalogue of Life.